# Nyctemera semperii
Nyctemera semperii är en fjärilsart som beskrevs av Adalbert Seitz 1915. Nyctemera semperii ingår i släktet Nyctemera och familjen björnspinnare. Inga underarter finns listade i Catalogue of Life.